# Athetis singula
Athetis singula är en fjärilsart som beskrevs av Heinrich Benno Möschler 1883. Athetis singula ingår i släktet Athetis och familjen nattflyn. Inga underarter finns listade i Catalogue of Life.